# Бещев Борис Павлович
Борис Павлович Бещев (нар. 30 липня 1903, село Велике Ростовського повіту Ярославської губернії, тепер Гаврилов-Ямського району Ярославської області, Російська Федерація — 27 травня 1981, місто Москва) — радянський діяч, залізничник, міністр шляхів сполучення СРСР. Депутат Верховної Ради СРСР 4—9-го скликань. Член ЦК КПРС у 1952—1981 роках. Герой Соціалістичної Праці (1.08.1959).

## Біографія
Народився в родині робітника-текстильника. У вісім років залишився без батька, виховувався в родині старшого брата. Закінчив початкову школу в селі Велике Ростовського повіту. У 1919 році разом із родиною переїхав на Поволжжя.
У 1919—1921 роках — учень телеграфіста на залізничній станції Батраки Самаро-Златоустівської залізниці.
У 1921—1923 роках — інструктор Сизранського повітового комітету комсомолу.
У 1923—1924 роках — наглядач телеграфу на залізничній станції Батраки Самаро-Златоустівської залізниці.
У 1924—1930 роках — на профспілковій роботі: голова правління Клубу залізничників станції Батраки, голова правління Клубу залізничників Сизранського залізничного вузла.
Член ВКП(б) з 1927 року.
У 1930—1935 роках — студент Ленінградського інституту інженерів залізничного транспорту, інженер шляхів сполучення із експлуатації залізниць.
У 1935—1936 роках — інженер, старший інженер, заступник начальника станції Ховріно Октябрської залізниці.
У 1936—1937 роках — ревізор-диспетчер, заступник начальника Південного розпорядчого відділу Центрального управління руху Народного комісаріату шляхів сполучення (НКШС) СРСР, курирував Білоруську залізницю.
У листопаді 1937 — 1940 року — начальник Орджонікідзевської залізниці.
У 1940—1941 роках — начальник Октябрської залізниці.
З 30 червня 1941 року — уповноважений Народного комісаріату шляхів сполучення СРСР по дорогах Північно-Західного напряму, по Північному, а потім по Ленінградському фронті. У 1942 році працював начальником Оперативно-експлуатаційного управління Народного комісаріату шляхів сполучення СРСР, був уповноваженим НКШС СРСР по Північній, Октябрській, Ярославській і Калінінській дорогах.
У липні 1942 — грудні 1944 року — начальник залізниці імені В. В. Куйбишева.
У грудні 1944 — березні 1946 року — заступник народного комісара шляхів сполучення СРСР і начальник Центрального управління руху НКШС СРСР.
У березні 1946 — 5 червня 1948 року — 1-й заступник міністра шляхів сполучення СРСР.
5 червня 1948 — 14 січня 1977 року — міністр шляхів сполучення СРСР.
З січня 1977 року — персональний пенсіонер союзного значення в Москві.
Помер 27 травня 1981 року. Похований на Новодівочому цвинтарі Москви.

## Нагороди і звання
- Герой Соціалістичної Праці (1.08.1959)
- сім орденів Леніна (23.11.1939, 29.07.1945, 15.07.1953, 1.08.1959, 15.07.1963, 4.08.1966, 25.08.1971)
- два ордени Жовтневої Революції (13.07.1973, 14.01.1977)
- орден Трудового Червоного Прапора (24.11.1942)
- медаль «За трудову доблесть» (6.08.1951)
- медалі
- знак «Почесному залізничнику»
- генерал-директор 1-го рангу (29.07.1945)